# نيك لويد
نيك لويد (بالإنجليزية: Nick Lloyd)‏ هو لاعب اتحاد الرغبي بريطاني، ولد في 12 أكتوبر 1976 في لندن في المملكة المتحدة.

## روابط خارجية
- نيك لويد على موقع دوري الرغبي الممتاز (الإنجليزية)
- نيك لويد عل موقع إسبنسكروم (الإنجليزية)
- نيك لويد على موقع ItsRugby.co.uk (الإنجليزية)